# تپه الله‌وردی‌خان
تپه الله وردی خان در شهرستان همدان، بخش مرکزی، دهستان الوندکوه شرقی، سمت اراضی غربی روستای تفریجان واقع شده و این اثر در تاریخ ۶ اسفند ۱۳۸۵ با شمارهٔ ثبت ۱۷۴۶۳ به‌عنوان یکی از آثار ملی ایران به ثبت رسیده است.